# 원유회
원유회(園遊会) 또는 가든 파티(garden party)는 오후에 손님들을 커다란 정원에 초대해 음식을 대접하는 모임을 말한다.
가든 파티는 공원이나 정원에서 열리는 파티이다. 가든 파티로 설명되는 이벤트는 일반적으로 단순히 파티, 피크닉, 바비큐 등으로 불릴 수 있는 다른 야외 모임보다 더 형식적이다. 가든 파티는 권위 있는 행사가 될 수 있다. 예를 들어, 버킹엄 궁전이나 홀리루드 하우스 궁전(스코틀랜드)에서 열리는 가든 파티에 영국 주권자가 초대하는 것은 영예로운 일로 간주된다. 프랑스 대통령은 프랑스 파리의 팔레 드 렐리제에서 프랑스 대혁명 기념일에 가든 파티를 연다.